# Maccabi Hod HaSharon
El Maccabi Hod HaSharon es un equipo de baloncesto israelí que compite en la National League, la segunda división del país. Tiene su sede en la ciudad de Hod HaSharon.

## Posiciones en Liga
- 2005 - (1-3)
- 2006 - (9-Nat)
- 2007 - (7-Nat)
- 2008 - (9-Nat)
- 2009 - (4-Nat)
- 2010 - (11-Nat)
- 2011 - (13-Nat)
- 2012 - (7-Nat)
- 2013 - (3-Nat)
- 2014 - (13-Nat)
- 2015 - (10-Nat)

## Palmarés
- National League:
  - Subcampeón (1): 2012-13

## Jugadores destacados
| - Eran Asante Asare - Amir Bier-Katz - Ophir Huber - Igor Mayor - Moti Moscovitz - Amit Simhon - Ido Stolero - Dinma Odiakosa - Javi González - Jeremy Allen - Earnest Bell - Stanley Brandy - Rhamel Brown | - Nate Carter - Robert Diggs - Brad Diton - Anthony Fisher - Blake Hamilton - Travis Holmes - Louis Johnson - Anthony Johnson - Mike Kaufman - Erroll Knight - Stacey Moragne - Sam Permutt - Brandon Reese | - B.A.Walker - Andrew Washington - Jerrell Williams - Oded Brandwein - Bryan Cohen - Charles Dewhurst - Will Freedman - Todd Lowenthal - Oren Menskey - Jake Morton - Heiden Ratner - Shawn Weinstein - Nelson Richards |